# Вальтер Еверс
Вальтер Еверс (нім. Walter Ewers; 11 травня 1892, Любек, Німецька імперія — 15 травня 1918, Віллер-Бретонне, Франція) — німецький льотчик-ас, оберлейтенант Баварської армії (15 березня 1918).

## Біографія
Розпочав військову службу у баварському 7-му польовому артилерійському полку. Учасник Першої світової війни. У 1917 році перейшов в авіацію, вступивши в 26-й льотний дивізіон. 22 травня 1917 року отримав офіцерське звання. За деякими даними, літав деякий час у складі 8-ї винищувальної ескадрильї. В 1917 році літав у складі 12-ї винищувальної ескадрильї. 22 січня 1918 року прийняв командування над баварською 77-ю винищувальною ескадрильєю. Загинув 15 травня 1918 року о 9 годині 30 хвилин, пілотуючи Albatros D.Va № 7220/17, у повітряному бою проти 65-ї ескадрильї над Віллер-Бретонне. Похований на військовому цвинтарі Фрикур.
Всього за час бойових дій здобув 8 перемог.

## Нагороди
- Залізний хрест 2-го і 1-го класу
- Орден «За військові заслуги» (Баварія) 4-го класу з мечами і короною
- Королівський орден дому Гогенцоллернів, лицарський хрест з мечами